# Tetsuya Enomoto
Tetsuya Enomoto (japanisch 榎本 哲也 Enomoto Tetsuya; * 2. Mai 1983 in der Präfektur Kanagawa) ist ein ehemaliger japanischer Fußballspieler.

## Karriere
Enomoto erlernte das Fußballspielen in der Jugendmannschaft von Yokohama F. Marinos. Seinen ersten Vertrag unterschrieb er 2002 bei den Yokohama F. Marinos. Der Verein spielte in der höchsten Liga des Landes, der J1 League. Mit dem Verein wurde er 2003 und 2004 japanischer Meister. 2013 gewann er mit dem Verein den Kaiserpokal. Für den Verein absolvierte er 238 Erstligaspiele. 2017 wechselte er zum Ligakonkurrenten Urawa Reds. 2017 gewann er mit dem Verein den AFC Champions League. 2019 wechselte er zum Drittligisten Kataller Toyama. Für den Verein absolvierte er 27 Ligaspiele. Ende 2019 beendete er seine Karriere als Fußballspieler.

## Erfolge
Yokohama F. Marinos
- Japanischer Meister: 2003, 2004
- Japanischer Vizemeister: 2002, 2013
- Japanischer Pokalfinalist: 2013

Urawa Red Diamonds
- AFC-Champions-League-Sieger: 2017
- Japanischer Pokalsieger: 2018